# Stockwell (metrostation)
Stockwell is een station van de metro van Londen aan de Northern Line en de Victoria Line dat werd geopend op 4 november 1890.

## City and South London Railway

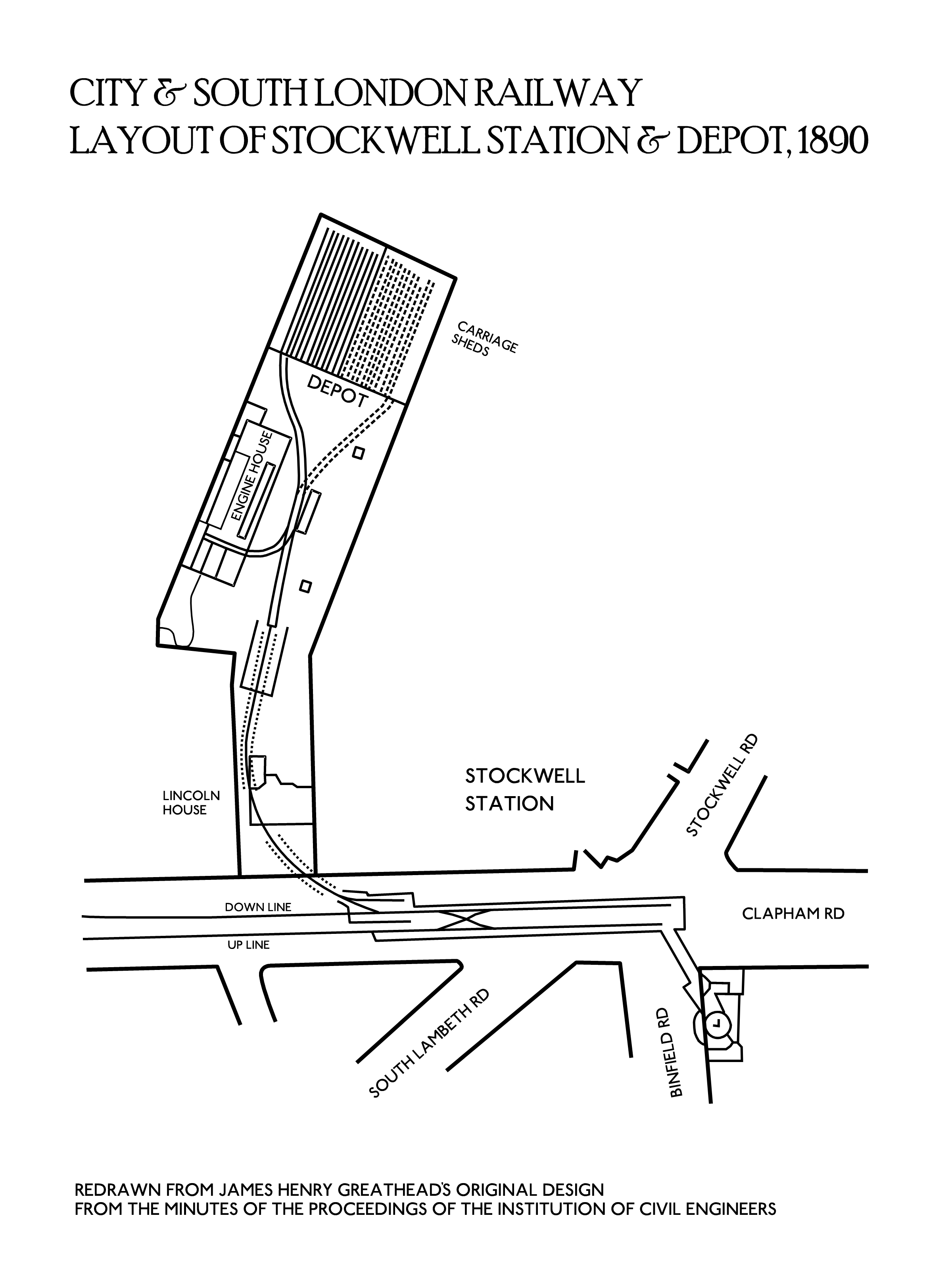
Het station in 1890, noord is links

In 1884 kreeg de City of Londen and Southwark Subway (CL&SS) de vergunning voor een ondergrondse lijn tussen King William Street en Elephant & Castle. De aanleg begon in 1886 en in 1887 werd de verlenging tot Stockwell goedgekeurd. In tegenstelling tot de eerder gebouwde metrolijnen die met de openbouwputmethode werden aangelegd moesten de tunnels naar het zuiden op grote diepte geboord worden waarmee de lijn de eerste “Tube” van Londen werd. Op 25 juli 1890 werd de naam gewijzigd in City and South London Railway (C&SLR) toen de concessie werd verlengd tot Clapham Common. 4 november 1890 volgde de opening van de lijn door de Prins van Wales met het station als zuidelijk eindpunt, de reizigersdienst begon op 18 december 1890. In 1890 had het station een eilandperron wat in Londen ondergronds zelden voorkomt, Clapham North en Clapham Common lijken het meest op de oorspronkelijke situatie. Dit perron was aan de zuidkant toegankelijk vanuit het stationsgebouw op de hoek Binfield Road en Clapham Road. Aan de noordkant van het perron lag een kruiswissel zodat de treinen in het station konden keren. Vanaf het oostelijke spoor liep een helling naar het bovengrondse terrein met de elektriciteitscentrale, depot en werkplaats van de lijn. De helling was met 1:3,5 erg stijl en dus werd het rollend materieel aanvankelijk met  een staalkabel en een lier naar de oppervlakte getrokken. Dit systeem werd in 1907 vervangen door een hydraulische lift, die één locomotief of één rijtuig kon vervoeren. Het stationsgebouw bovengronds was ontworpen door T.P. Figgis en was een grote versie van het gebouw bij Kennington. De twee liften onder de koepel konden elk 50 personen tussen de stationshal en het perron vervoeren. In 1900 werd een trap aan de zuidkant van het perron gebouwd waarmee de reizigers de gang over het nieuwe spoor uit het zuiden konden bereiken, de lift stopte daarna ook hoger dan eerst. Op 3 juni 1900 werd de verlenging naar Clapham geopend en sindsdien is Stockwell geen eindpunt meer.

## Underground Electric Railways Company of London Limited (UERL)
In 1913 kwam C&SLR in handen van de UERL die op de noordelijke oever van de theems sinds 1902 meerdere metrolijnen in geboorde tunnels (tubes) had gebouwd. De tunnels van de C&SLR kenden echter een kleine diameter en derhalve krappe metrostellen. UERL wilde de tunnels verbreden om het moderne materieel, zoals op haar andere lijnen, te kunnen inzetten. De toestemming voor de ombouw kwam nog in 1913 maar de Eerste Wereldoorlog betekende opschorting van de ombouw. In 1922 diende UERL een plan in voor de verlenging van de lijn ten zuiden van Clapham met de standaard diameter. De bouw van de verlenging begon in juli 1923 en Stockwell werd op 29 november 1923 gesloten voor ombouw. Bovengronds werd onder leiding van Charles Holden een nieuw stationsgebouw in plaats van het eerdere gebouwd. Ten zuiden van het oorspronkelijke eilandperron kwamen twee zijperrons aan de buitenkant elk in een eigen buis met het bijbehorende spoor. Op de plaats van het eilandperron kwamen overloopwissels zodat de metrostellen uit het noorden in Stockwell kunnen keren. Tijdens de ombouw werd het depot gebruikt als werkterrein voor het transport van specie, uitrusting en werkverkeer in en uit de tunnels. De ombouw was op 1 december 1924 gereed waarop het depot en lift buitengebruikgesteld werden. De helling en liftschacht werden volgestort en op het terrein werden enkele flats gebouwd. De zuidelijke verlenging naar Morden werd op 13 September 1926 geopend.

## Schuilkelders
In 1933 werd het openbaar vervoer in Londen genationaliseerd in de London Passenger Transport Board (LPTB). In 1937 kregen de Hampstead Tube en de C&SLR de gemeenschappelijke naam Northern Line en een jaar later lag er een plan voor een grootprofiellijn tussen Golders Green en de zuidelijke voorsteden. De tunnel moest onder de West-End tak van de Northern Line lopen. LPTB kreeg geen fondsen voor de aanleg maar toen de Tweede Wereldoorlog uitbrak werd toestemming gegeven voor de ruwbouw van de stations onder de voorwaarde dat deze tot het einde van de oorlog als schuilkelders gebruikt zouden worden. Stockwell is een van de acht metrostations waar de schuilkelder daadwerkelijk is gebouwd. De schuilkelder bevindt zich onder het metrostation en bestaat uit twee parallelle tunnels, elk ongeveer zes keer de lengte van de perrons. Deze tunnels met een diameter van 5,03 m zijn horizontaal verdeeld in hoog en laag niveau en kennen verschillende verbindings- en aftaktunnels die werden gebruikt voor medische posten, toiletten en ventilatie. In schuilkelder was plaats voor ongeveer 4000 personen die via het station en twee toegangsschachten naar binnen konden. Van de twee toegangsschachten met wenteltrappen ligt er een midden op de kruising van South Lambeth Road en Clapham Road, de andere ligt bij Studley Road. De schuilkeder was hier gereed in september 1942 en werd vervolgens gebruikt door de regering. In 1944 werd de schuilkelder opengesteld voor burgers en nog ongeveer een jaar gebruikt als openbare schuilkelder. Na de oorlog werd het een tijd gebruikt om militairen in te kwartieren. De noordelijke toegangsschacht is opgesierd met kleurrijke tafrelen en is een plaatselijk herkenningspunt.

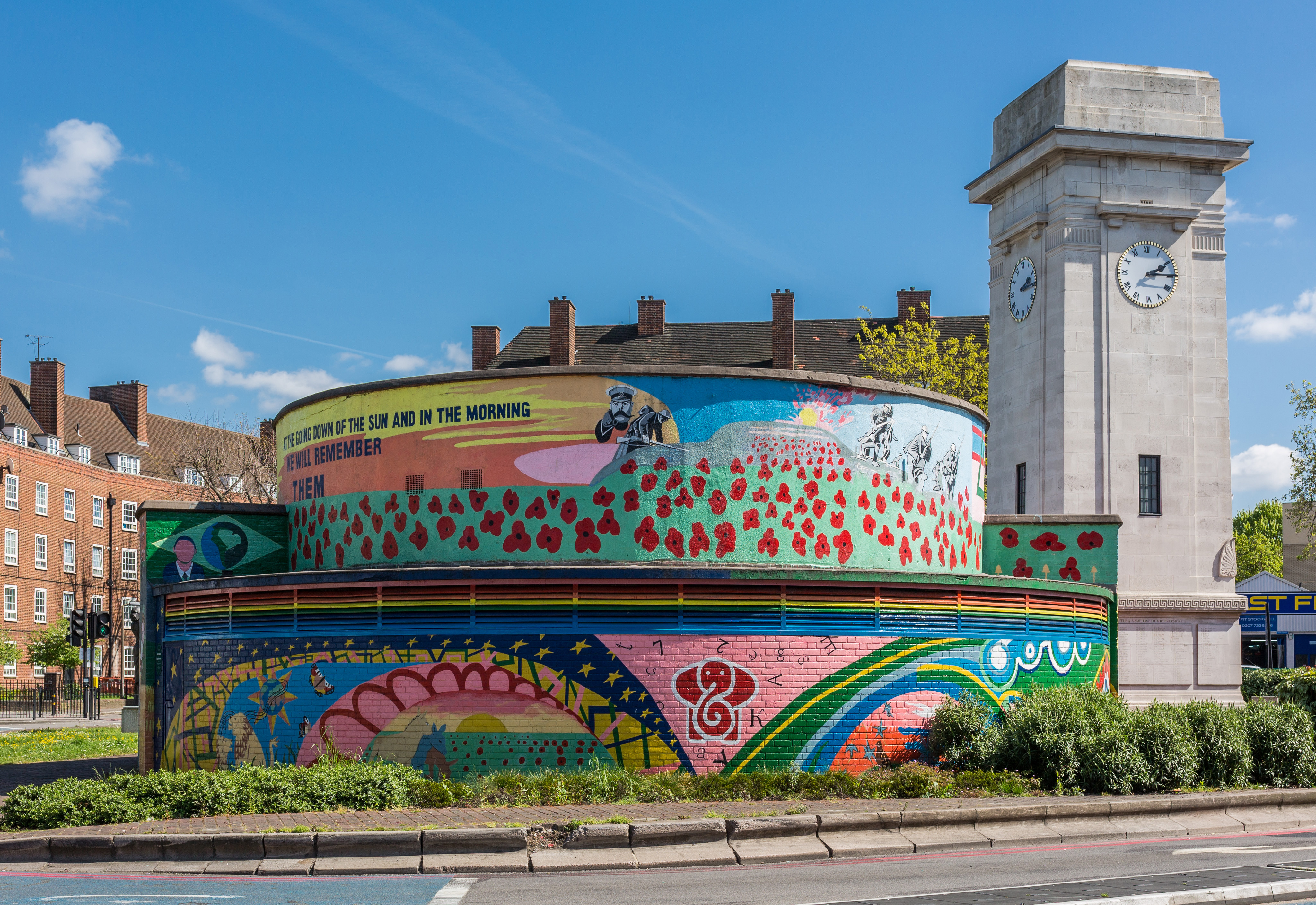
De opgesierde toegangsschacht naast het monument voor de Eerste Wereldoorlog
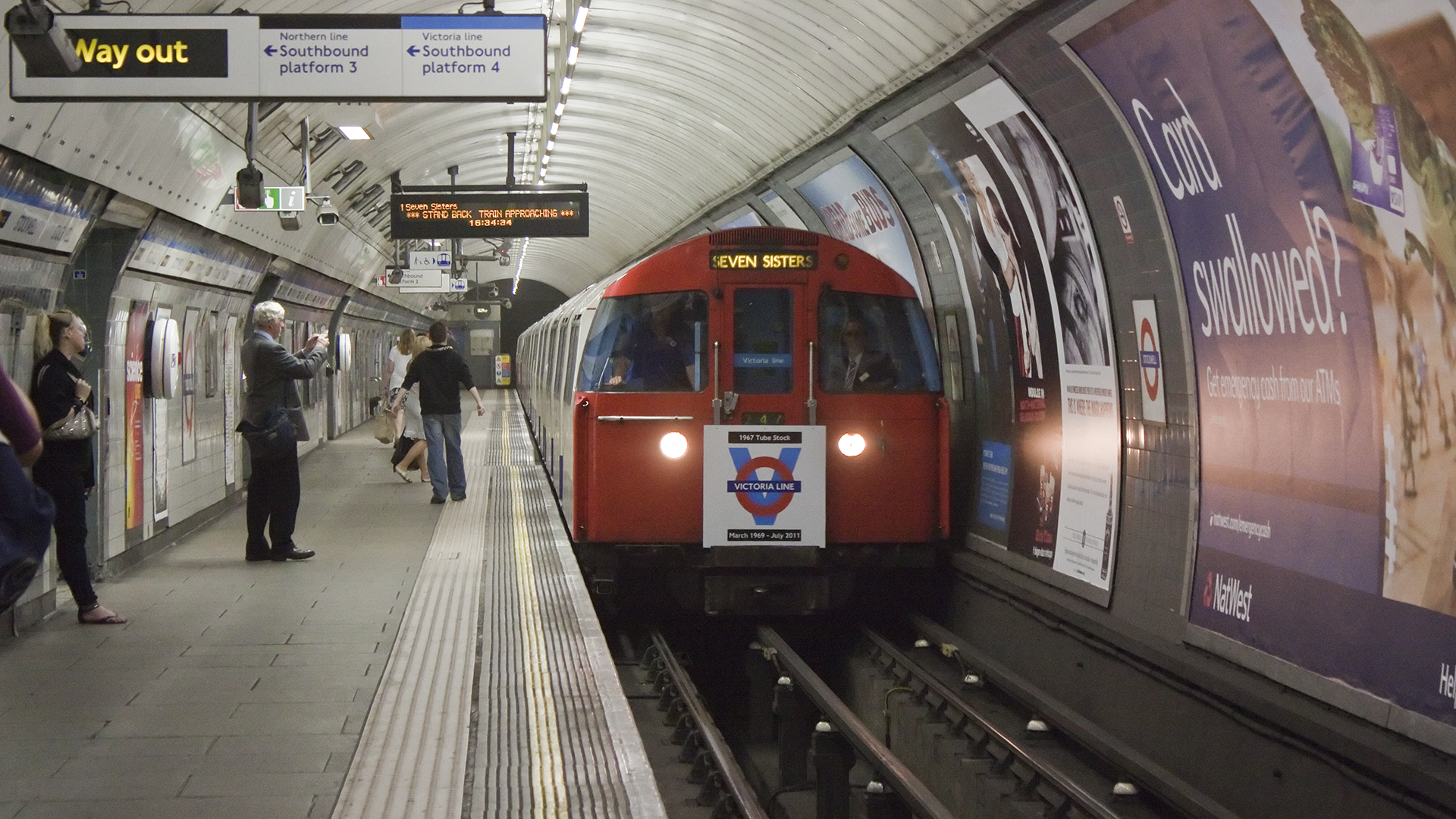
Afscheidsrit van 1967 tube stock langs het westelijke perron
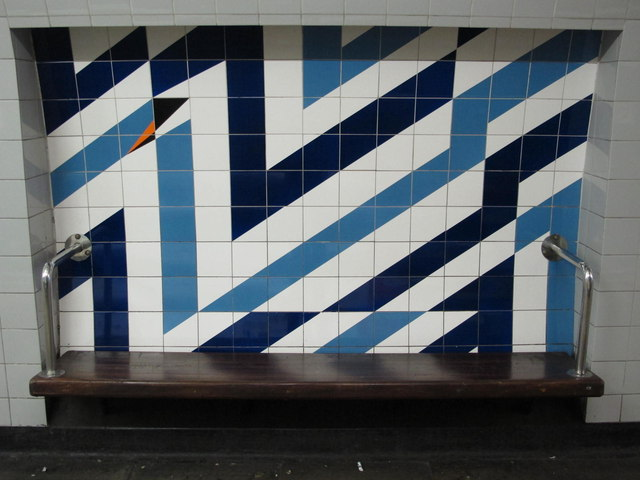
De zwaan bij de Victoria Line

## Victoria Line
In 1946 werden naar aanleiding van een onderzoek naar het openbaar vervoer in Londen meerdere nieuwe tunnels in Zuid-Londen voorgesteld. Tunnel 10 was het zuidelijke deel van de grootprofiellijn maar kwam er niet, tunnel 8 zou van Finsbury Park in het noorden via Victoria, Stockwell, Brixton en Streatham naar Croydon lopen. De toestemming voor het deel tussen Victoria en Brixton, waaronder Stockwell, kwam in maart 1966, de aanbesteding volgde op 4 augustus 1967. Op 23 juli 1971 werd de lijn door prinses Alexandra geopend. Bovengronds werd het stationsgebouw uit 1924 vervangen door een nieuw bakstenen gebouw. Ondergronds werden de sporen van de Victoria Line aan de buitenkant gelegd met perrons grenzend aan de bestaande van de Northern Line. Net als bij de andere stations van de Victoria Line werden de perronwanden afgewerkt met tegelwerk en een afbeelding die refereert aan het station ontworpen door Abram Games. In dit geval is een zwaan afgebeeld als verwijzing naar de pub “Swan” aan de zuidkant van het kruispunt. De stationshal had tot 2015 een loket en sindsdien 9 kaartautomaten. Daarnaast zijn er 13 telefooncellen, een fotohokje en elektronische vertrekborden. Het hele station is uitgerust met Wifi. Reizigers dalen achter de toegangspoortjes met een roltrap af naar een ondergrondse gang haaks op de sporen die toegang biedt tot de perrons. Uitstappers in noordelijke richting kunnen met een rechtstreekse roltrap van de perrons naar de stationshal. Uitstappers in zuidelijke richting gaan via de ondergrondse gang en de roltrap naar de stationshal. In 1987 werd een verdieping op het gebouw gezet als politiepost voor de British Transport Police ter vervanging van die in Lambeth North.

## Juli 2005

Het mozaiek naast de ingang van het station

Op 21 juli 2005, twee weken na eerdere aanslagen, werden opnieuw aanslagen gepleegd in Londen. De aanslagen mislukten goeddeels maar in de jacht op de daders werd een dag later de Braziliaanse elektricien Jean Charles de Menezes door politie agenten in burger doodgeschoten in het metrostation. Later bleek dat er sprake was van een persoonsverwisseling en dat Menezes  niets met de zaak van doen had. In de onmiddellijke nasleep van de schietpartij werd door rouwenden buiten het station een gedenkplaats voor de Menezes ingericht. Dit leidde tot een permanent gedenkteken in de vorm van een mozaïek dat op 7 januari 2010 op het station werd onthuld. Het werd gemaakt door de plaatselijke kunstenares Mary Edwards in samenwerking met Vivian Figueiredo, een nicht van de Menezes, en Chrysoula Vardaxi.

## Reizigersdienst
De metro op de Northern Line rijdt om de 4 tot 6 minuten afhankelijk van de drukte. De eerste rit is om 6:06 uur, de laatste om 0:12 uur. Op de Victoria Line wordt om de 3 tot 5 minuten gereden van 6:02 uur en 0:20 uur.  In de nachten van vrijdag op zaterdag en zaterdag op zondag is er sprake van een Night Tube en wordt de dienst niet onderbroken.  Bovengronds stoppen verschillende buslijnen bij het station.
Walthamstow Central ·
Blackhorse Road ·
Tottenham Hale ·
Seven Sisters ·
Finsbury Park ·
Highbury & Islington ·
King's Cross St. Pancras ·
Euston ·
Warren Street ·
Oxford Circus ·
Green Park ·
Victoria ·
Pimlico ·
Vauxhall ·
Stockwell ·
Brixton